# دروموک
دروموک (به انگلیسی: Drumoak) یک روستا در بریتانیا است که در آبردین‌شایر واقع شده‌است. دروموک ۸۶۰ نفر جمعیت دارد.